# Borrvivlar
Dryophthoridae är en familj av skalbaggar. Dryophthoridae ingår i överfamiljen Curculionoidea, ordningen skalbaggar, klassen egentliga insekter, fylumet leddjur och riket djur. Enligt Catalogue of Life omfattar familjen Dryophthoridae 2508 arter. 

## Bildgalleri

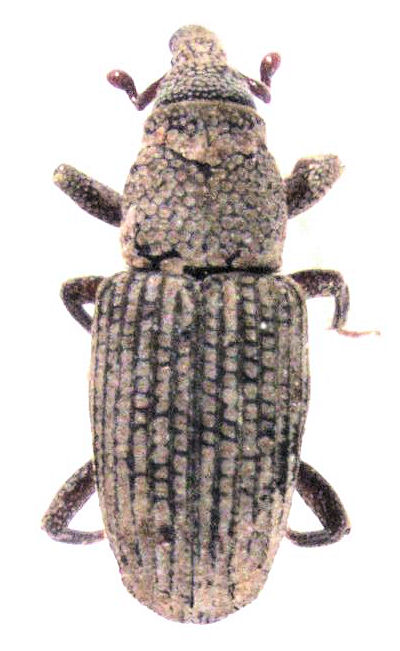
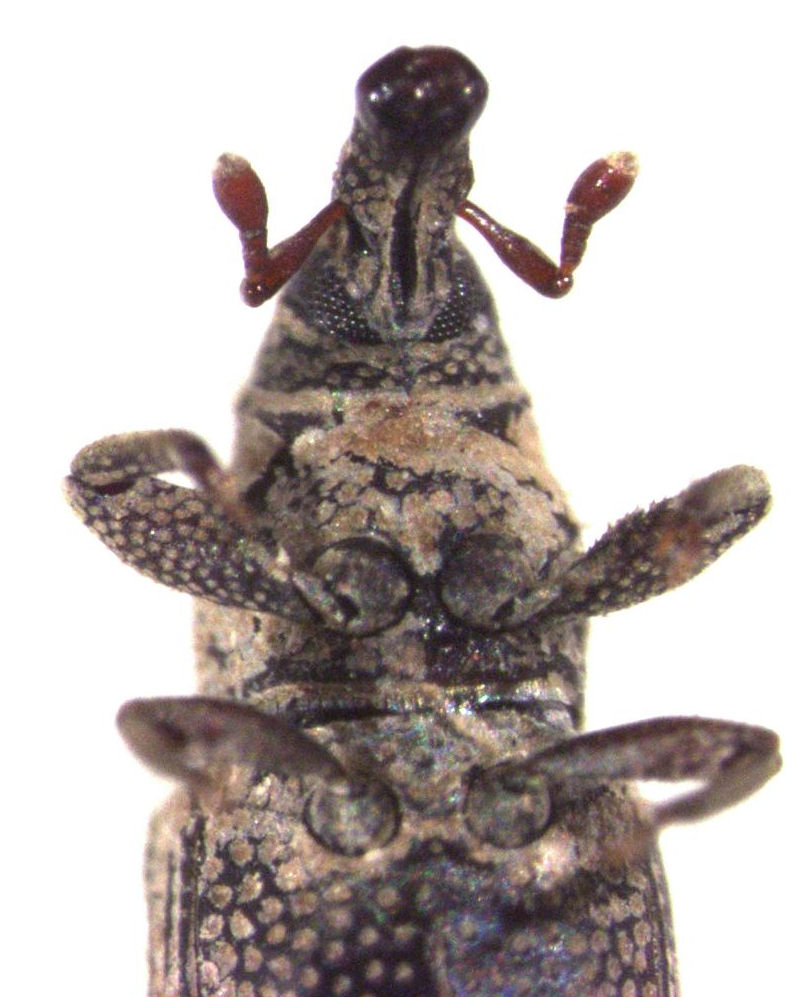
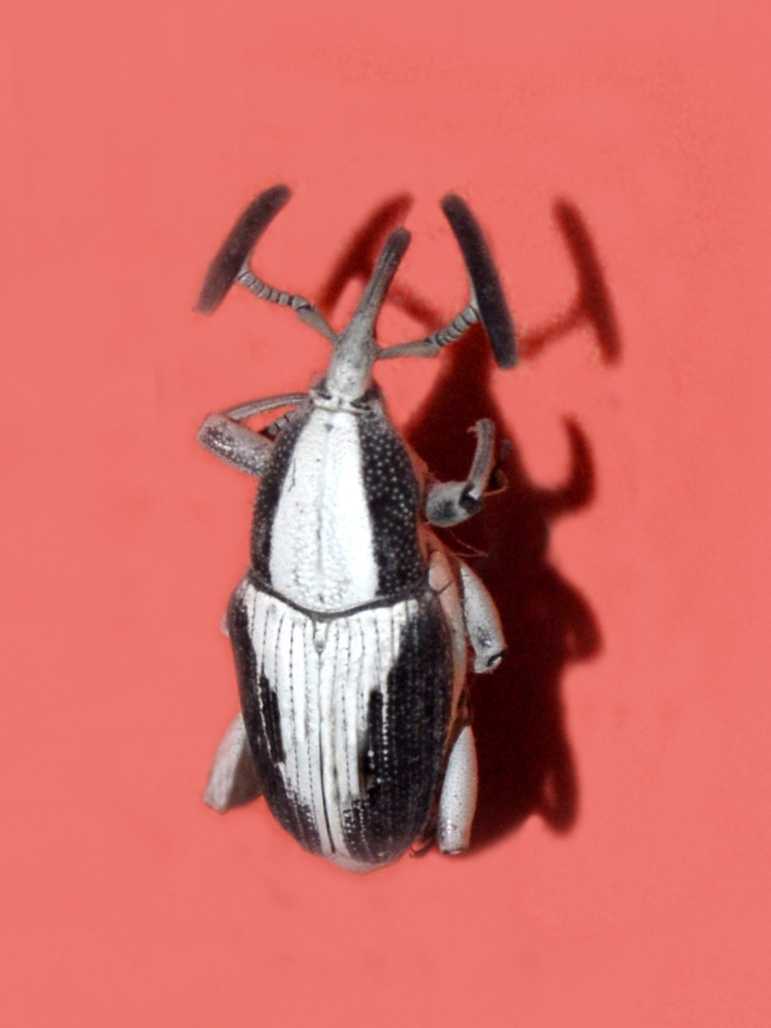
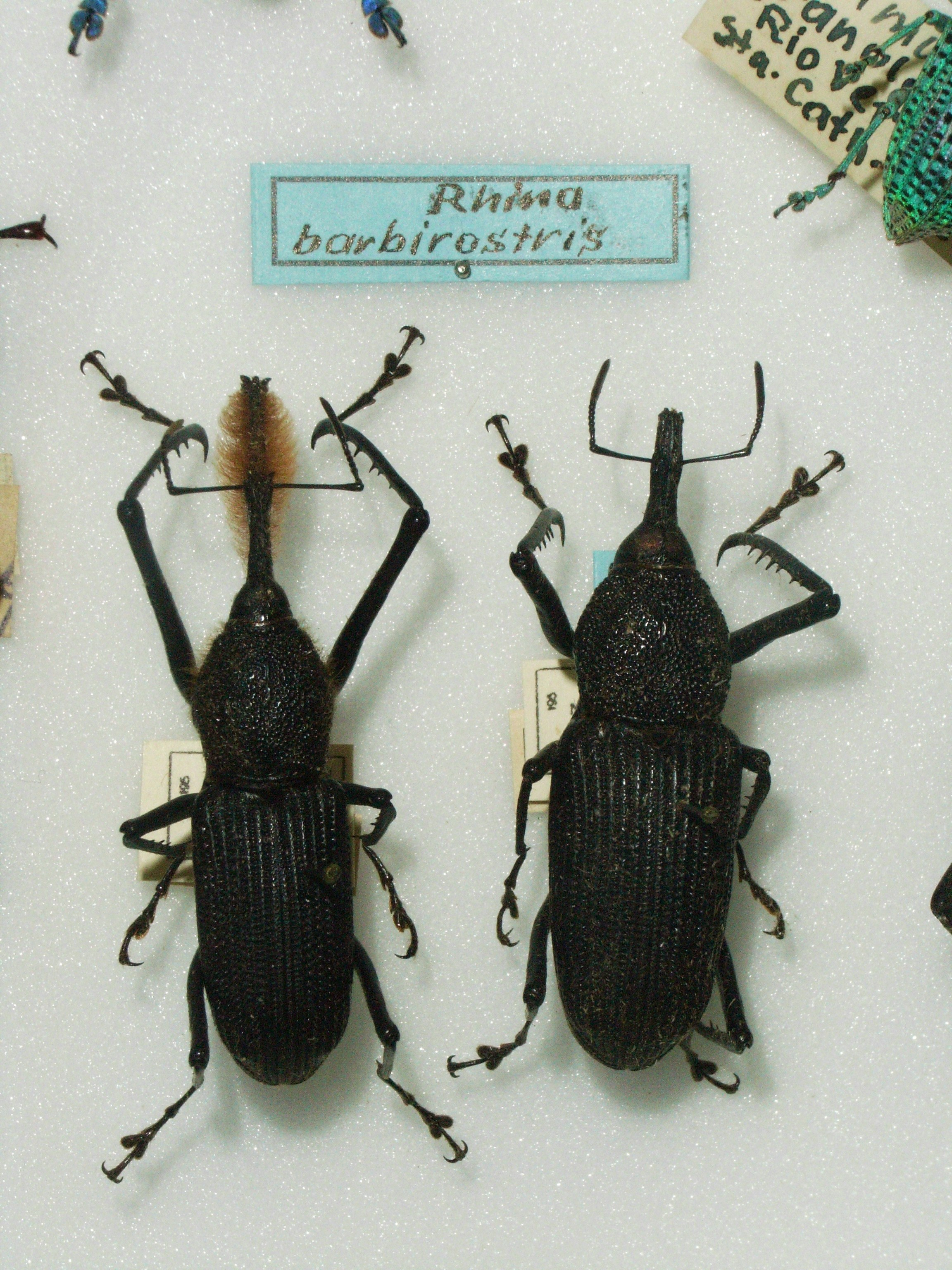
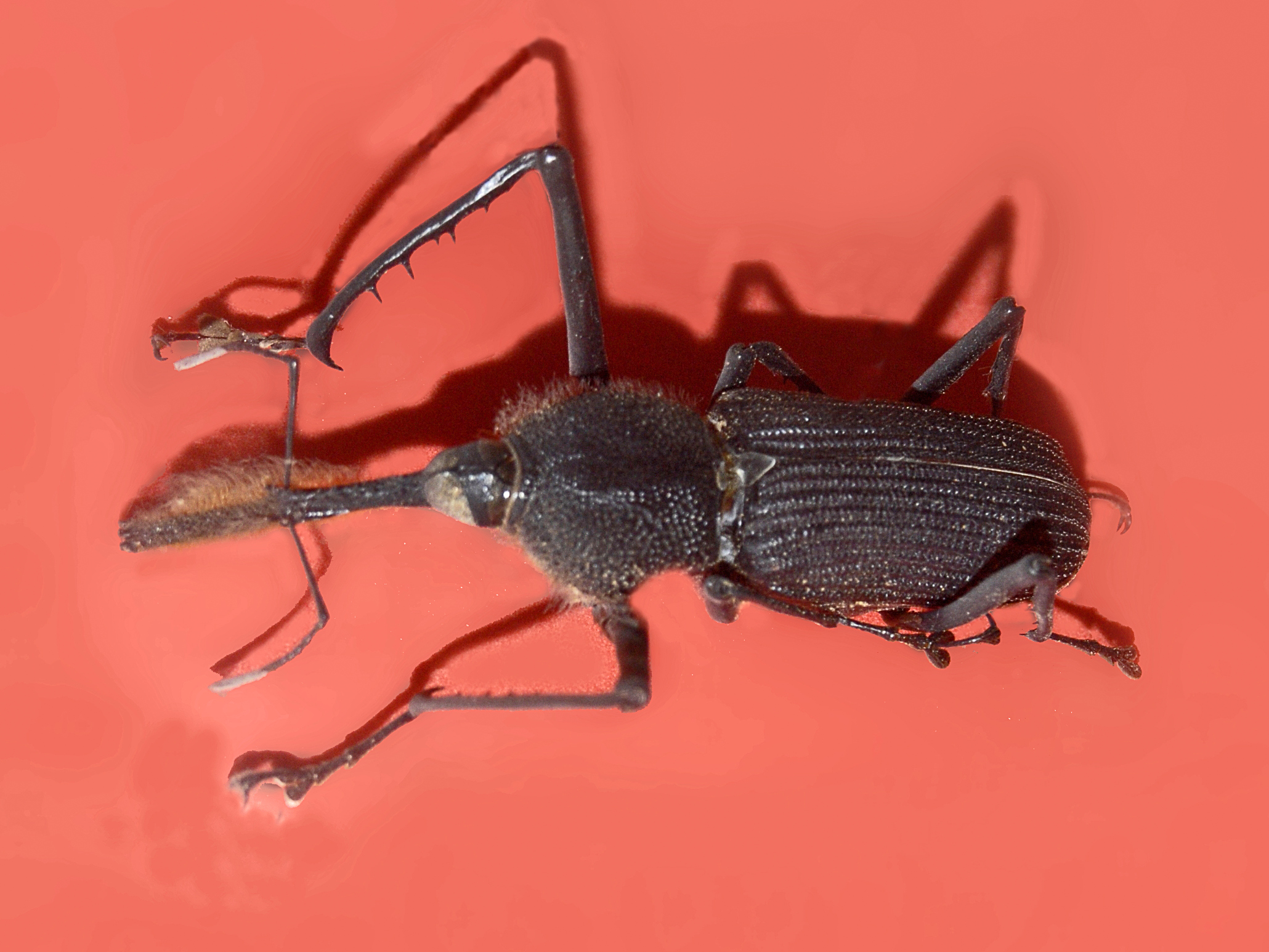
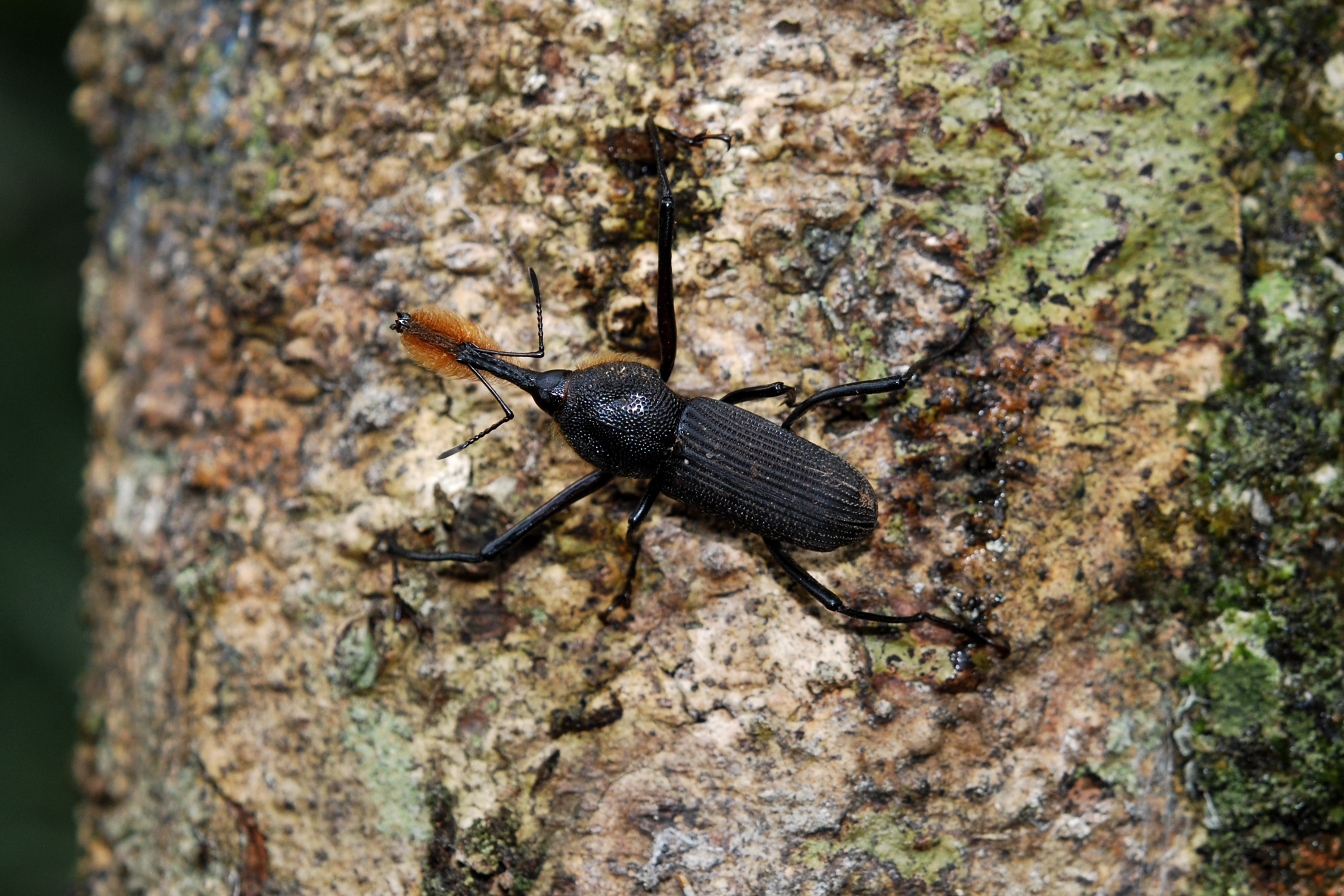

## Dottertaxa till Dryophthoridae, i alfabetisk ordning[1]
- Abacobius
- Abrachius
- Acantharhinus
- Acanthorrhinus
- Acherus
- Adapanetus
- Aethes
- Allaeotes
- Alloscolytroproctus
- Anapygus
- Anathymus
- Anius
- Anogelia
- Anoxyopisthen
- Aphanomastix
- Aphiocephalus
- Aplotes
- Aporophemus
- Atarphaeus
- Autonopis
- Axinophorus
- Barystethus
- Belopoeus
- Belorhynus
- Brenthidogenia
- Brenthidomimus
- Bulbifer
- Cactophagoides
- Cactophagus
- Calandra
- Calandrella
- Calandrites
- Calandrotopus
- Calendra
- Catapyges
- Cercidocerus
- Conocephalus
- Conopisthen
- Coptopisthen
- Coraliphorus
- Cordyle
- Cosmopolites
- Crepidotus
- Cryptocordylus
- Cryptoderma
- Cyrtotrachelus
- Dexipeus
- Diathetes
- Dichthorrhinus
- Diocalandra
- Disodontogenus
- Dolichopisthen
- Dryophthoroides
- Dryophthorus
- Dynamis
- Dyspnoetus
- Elatticus
- Eucactophagus
- Eucalandra
- Eugithopus
- Eugnoristus
- Flamingorhynchus
- Ganaë
- Gypsophorus
- Haplorhynchus
- Harpacterus
- Heterotoxus
- Homalostylus
- Ichthyopisthen
- Iphthimorhinus
- Lampommatus
- Laocalandra
- Laodaria
- Laogenia
- Laostates
- Liocalandra
- Litorhynchus
- Litosomus
- Macrocheirus
- Macrochirus
- Megaproctus
- Megastethus
- Melchus
- Meroplus
- Merothricus
- Mesocordylus
- Metamasiopsis
- Metamasius
- Metaprodioctes
- Microspathe
- Myocalandra
- Nassophasis
- Nea
- Neocalandra
- Neoxides
- Nephius
- Nycterorhinus
- Odoiporus
- Odontorhynchus
- Oliabus
- Ommatolampes
- Ommatolampus
- Omotemnus
- Orthognathus
- Orthosinus
- Otidognathus
- Oxyopisthen
- Oxyrhynchoides
- Oxyrhynchus
- Paracalendra
- Paradiaphorus
- Paramorphorrhinus
- Paratasis
- Periphemus
- Perissoderes
- Phacecorynes
- Phrynoides
- Phyllerythrurus
- Pleurothorax
- Polytus
- Poteriophorus
- Procosmopolites
- Prodioctes
- Protocerius
- Pseudacanthorrhinus
- Psilodryophthorus
- Rhabdocnemis
- Rhinocles
- Rhinostomus
- Rhodobaenus
- Rhynchohovanus
- Rhynchophorinus
- Rhynchophorus
- Schlaginhaufenia
- Sciabregma
- Scoliopisthen
- Scyphophorus
- Sipalus
- Sitophilus
- Sparganobasis
- Sphenocorynes
- Sphenophorus
- Stenolandra
- Stenommatus
- Stenophida
- Stromboscerus
- Symmorphorhinus
- Synommatus
- Tasactes
- Tatiotimus
- Temnoschoita
- Tetraspartus
- Tetratemnus
- Tetratopus
- Timiotatus
- Toxorhinus
- Toxorrhinus
- Trichischius
- Trigonotarsus
- Trochorhopalus
- Trymatoderus
- Tryphetus
- Tyndides
- Xerodermus
- Yuccaborus
- Zetheus